# Los misterios de Laura
Los misterios de Laura es una serie de televisión policial de detectives en clave de humor de TVE, producida por Boomerang TV para su emisión en La 1. Se emitió durante tres temporadas del 27 de julio de 2009 al 8 de abril de 2014. 
Los misterios de Laura continúa la tradición de series como Se ha escrito un crimen o Colombo, al igual que recoge elementos de las novelas de misterio de Agatha Christie, intercalados con la vida personal y sentimental de la protagonista. La inspectora de la Policía Nacional Laura Lebrel prefiere guiarse «por su olfato e intuición» haciendo de la detective «un personaje entrañable y cercano».
A partir de enero de 2022 la serie regresó a Televisión Española en formato de capítulos independientes o telefilmes protagonizados por el reparto original bajo la marca Laura y sus misterios.

## Historia
La serie se iba a llamar originalmente Madres y detectives, pero La 1 le cambió el nombre final por Los misterios de Laura antes de su estreno, no llegando a utilizar este nombre en ninguno de sus capítulos en su emisión.
En su estreno consiguió buenos registros de audiencia, siendo líder de la noche y aventajando en casi dos puntos a CSI en su primer episodio.
El mayo de 2021, Televisión Española anuncia el regreso de la serie siete años después de su final. La serie vuelve con un episodio especial en forma de película televisiva bajo el nombre de Laura y el misterio del asesino inesperado dentro de la serie de películas Laura y sus misterios.

## Sinopsis
Laura Lebrel (María Pujalte) es una detective de la policía, y madre recién divorciada. Trabaja en la comisaría de su barrio junto a Martin (Oriol Tarrasón), su compañero de investigación, y Jacobo (Fernando Guillén Cuervo), su exmarido y recién nombrado superior. En cada episodio, Laura trata de resolver todo tipo de asesinatos detenidamente planificados, pudiendo llegar a parecer en principio suicidios o accidentes, o casos en los que los asesinos parecen tener coartadas que les libre de toda sospecha.

## Reparto

### Reparto principal
| María Pujalte           | Laura Lebrel del Bosque                    | Principal | Principal | Principal |           |           |           |
| Fernando Guillén Cuervo | Jacobo Salgado Sexto                       | Principal | Principal | Principal |           |           |           |
| Oriol Tarrasón          | Martín Maresca Delfino                     | Principal | Principal | Principal |           |           |           |
| César Camino            | Vicente Cuevas                             | Principal | Principal | Principal |           |           |           |
| Laura Pamplona          | Lydia Martínez Fernández / Mercedes García | Principal | Principal | Principal |           |           |           |
| Eva Santolaria          | Maite Villanueva                           | Principal |           |           |           |           |           |
| Elena Irureta           | Victoria Conde                             | Principal |           |           |           |           |           |
| Raúl del Pozo           | Javier Salgado Lebrel                      | Principal | Principal | Principal |           |           |           |
| Juan del Pozo           | Carlos Salgado Lebrel                      | Principal | Principal | Principal |           |           |           |
| Beatriz Carvajal        | Maribel del Bosque                         |           | Principal | Principal | Principal | Principal | Principal |

### Secundarios recurrentes
| Actor               | Personaje                  | Temporadas | Temporadas | Temporadas |
| Actor               | Personaje                  | 1          | 2          | 3          |
| ------------------- | -------------------------- | ---------- | ---------- | ---------- |
| Mikel Tello         | Félix García               | Recurrente | Recurrente |            |
| Alicia González Laá | Sandra                     | Recurrente | Recurrente |            |
| Monti Castiñeiras   | Ismael Rodríguez           | Invitado   | Recurrente |            |
| Sonia Castelo       | Aurora del Moral           |            | Recurrente |            |
| Miguel Rellán       | Isidoro de la Villa        |            | Invitado   | Invitado   |
| Cristina Peña       | Verónica Lebrel del Bosque |            | Recurrente | Recurrente |
| Raúl Prieto         | Juan Velasco               |            |            | Recurrente |
| Carmen Gutiérrez    | Isabel Villanueva          |            |            | Recurrente |
| Josep Linuesa       | David Guarner, "DW"        |            |            | Recurrente |

## Episodios y audiencias
|              | Temporada | Episodios | Episodios | Estreno             | Final                | Audiencia media | Audiencia media | Clasificación |
| Espectadores | Temporada | Episodios | Episodios | Estreno             | Final                | Cuota           |                 | Clasificación |
| ------------ | --------- | --------- | --------- | ------------------- | -------------------- | --------------- | --------------- | ------------- |
|              | 1         | 6         | 6         | 27 de julio de 2009 | 31 de agosto de 2009 | 2 201 000       | 16,0%           |               |
|              | 2         | 13        | 13        | 25 de abril de 2011 | 18 de julio de 2011  | 3 081 000       | 16,3%           |               |
|              | 3         | 13        | 13        | 14 de enero de 2014 | 8 de abril de 2014   | 2 455 000       | 12,1%           |               |
| Total        | Total     | 32        | 32        | 2009                | 2014                 | 2 579 000       | 14,8%           |               |

## Misterios

### Primera temporada
| - Álvaro Báguena - Gerardo - Miguel Such - Charcutero - Toni Martínez - Emilio Ruiz - Rosa Vivas - Blanca Beltrán - Antonio Mourelos - Juan Mata | - David Bagés - Joaquín Ruiz - Verónika Moral - Inés Martorell - Mikel Tello - Félix García - Aurora Carbonell - Ladrona - Paco Obregón - Director del antiguo colegio | - Helena Castañeda - Directora del nuevo colegio - Charo Gabella - Recepcionista de la asesoría - Claudio Sierra - Recepcionista del hotel - Ángeles Lamuño - Camarera del hotel |

| - Jesús Cabrero - Vecino urbanización, "Ken" - Maxi Márquez - Felipe Valbuena - Mar Sodupe - Vecina urbanización, "Barbie" - Yohana Cobo - Begoña - Carolina Clemente - Mujer de Manuel Álvarez, "Sra. Roper" - Jordi Cadellans - Manuel Álvarez, "Sr. Roper" | - Alfredo Villa - Sr. García, "Muscleman" - Sandra Dominique - Mónica, "La operada" - Mikel Tello - Félix García - Carmen Sánchez - Niña Álvarez - Carlos Sampedro - Niño Álvarez - Azucena De La Fuente - Jefa de Asuntos Internos |

| - Ana Risueño - Marta Fernández - Marta Calvó - Noelia Quintana - Borja Elgea - José María Suárez - Raúl Pérez - Julián Montoro | - Paca Barrera - Vidente - Ramón Merlo - Botones Con la colaboración especial de - Carlos Hipólito - Sebastián Soto |

| - Iker Lastra - Rubén - Juan Fernández - Julián Castro - Ruth Díaz - Eva Montánchez - Inés Morales - Margot Montero - Raquel Guerrero - Modista | - Pablo Rivero Madriñán - Tramoyista - Alicia González Laá - Sandra Con la colaboración especial de - Fernando Guillén - Germán |

| - Fernando Albizu - Julen Ibarrolaza - Gal Soler - Ignacio - Mariona Ribas - Carmen - Ramón Castiñeiras - Ismael Rodríguez - Balbino Lacosta - Luis Montes | - Quim Vila - Inspector de sanidad - Mikel Tello - Félix García - Alicia González Laá - Sandra Con la colaboración especial de - Julieta Serrano - Flora |

| - Marta Solaz - Ivana Rivas - Maria Pau Pigem - Paula - Blanca Martínez - Madre de Marta Cambra - Mikel Tello - Félix García - Alicia González Laá - Sandra | - Marta Belmonte - Vanesa López - Miriam Correa - Miriam - Cristina Pons - Marta Cambra - Jorge Alonso - Guardaespaldas |

### Segunda temporada
| - Txema Blasco - Eduardo del Bosque Nájera - Jesús Ruyman - Pedro del Bosque - Susana Martins - Paula del Bosque - Bruno Lastra - Felipe del Bosque - Isabel Pintor - Ana del Bosque | - Ángel Baena - José Rubio - Carlos Martínez - Notario - Martín Martínez - Cura Con la colaboración especial de - Luis Marco - Miguel Montánchez Caballero |

| - Roger Pera - Dr. Víctor Millares - Yaiza Guimaré - Judith Moltó - Pep Ferrer - Dr. Ernesto Montalbán - Jaime Menéndez - Raúl Montalbán - Marta Larralde - Susana | - Amanda Marugán - Beatriz - Tatiana Astengo - Soraya Montenegro Con la colaboración especial de - Belén López - Alicia Sanz |

| - Víctor Clavijo - Alejandro Méndez - José Luis Torrijo - Asier Fernández - Ramón Barea - Juez Cortázar - Javier Tolosa - Pablo Calvo - Luis Bermejo - Ginés |
| - Amparo Vega León - Miembro del jurado - Duna Santos - Almudena - Carmen Cabrera - Claudia López Leal - Joan Darós - Miembro del jurado                     |

| - Mar Regueras - Vera Arias - Petra Martínez - Margarita Sandi - Joan Crosas - Guillermo Blasco - Antonio Hortelano - Nicolás Trigo - Simón Andreu - Felipe Losada | - Pau Durà - Alfredo - Teresa Calo - Elisa - Carlos García - Francisco Quiroga - Mauricio Bautista - Samuel Marzo - Arantxa Aranguren - Secretaria de Samuel Marzo | - Ramón Quesada - Empleado del Señor X - Cristina Peña - Verónica Lebrel - Jordi Gracia - Arturo Lebrel (1975) - María Peinado (actriz) - Laura Lebrel (niña) - Carlota Boza - María Fernández (niña) |

### Tercera temporada
| - Elena Ballesteros - Nuria Valle - Félix Gómez - Marco Medina - Ángel Hidalgo - Ángel Grande - Fiorella Faltoyano - Georgina Robles | - Fernando Andina - Agustín Yáñez - Víctor Massán - Julio - Mónica Montoro - Silvia Blasco - Bea Urzaiz - Ana |

| - Asunción Balaguer - Juanita - Enrique Arce - Enrique - Eva Martín - Elena - Julio Pereira - Javier - Jesús Noguero - Damián - Juan Carlos Martín - Hijo de Juanita | - Sara López - Laura Lebrel (joven) - Lorena Mateo - Elena (joven) - Mélida Molina - Marisa Pastor - Raúl Prieto - Juan Velasco - Álvaro Gutiérrez- Arturo |

| - Raúl Prieto - Juan Velasco' - Patxi Freytez - Félix de Uña - Miriam Montilla - Fanny Díez - Rafael Calatayud - Doctor - José Navar - Gerardo' - Juan Antonio Molina - Tomás Pizarro' | - Javier Bódalo - Álex Jimeno - Voro Tarazona - Juez Con la colaboración especial de - Diego Martín - David Vega Vázquez - Juana Acosta - Virginia Pizarro |

| - Charo Zapardiel - Marta Balaguer - Ana Labordeta - Alba Lago - Israel Elejalde - Víctor Mondragón - Cristian Bautista - Felipe Colón | - Nuria Herrero - Julia Blasco - Adrián Rodríguez - Sergio Alonso - Ángela Boj - Ángela Hidalgo - Josep Linuesa - David |

| - Lydia Bosch - Natalia Palazón - Carlota Olcina - Álex - Carlos Blanco - Hugo - Laura Domínguez - Ainara | - Enrique Villén - Mario Duque - Raúl Peña - Javier Sancho - Andrea Montero - María Jesús Conde - Roberto Cerdá - Íñigo Montoya |

## Errores de guion
- Según dice Laura en el tercer episodio de la serie, rompió aguas en su casa, sin embargo en los últimos episodios se ve que ella rompió aguas en un restaurante.
- En el episodio 9 de la segunda temporada (año 2011) se menciona que Laura tiene 39 años pero en el episodio 2 de la tercera temporada se muestra que su fecha de nacimiento fue el 27-02-1968. Por tanto su edad en la segunda temporada sería de 42 años no 39.
- En "El misterio del espía que hablaba demasiado", en la escena en la que sale Cuevas con el ascensor de fondo marca los pisos 4 y 3, mientras que al final se ve que son los pisos 14 y 12.
- En la tvmovie se asegura que el arma de Laura nunca ha sido disparada, sin embargo en “El misterio de los diez desconocidos (2ª Parte)” Alfredo dispara con el arma de Laura al techo

## Características de la serie
Según María Pujalte que ha trabajado el 92% del rodaje, Lebrel, «es uno de esos papeles que rara vez te cae en las manos».
La actriz ha afirmado también que siempre quiso «ser como Jessica Fletcher».
El resultado de mezclar la ficción policial con la vida personal resulta en un «formato inusual en la parrilla» que ya ha sido vendido en Italia con buenos resultados.
En definitiva «es una serie tranquila, con escenas pausadas, una producción blanca y muy familiar que quiere homenajear a series del pasado».
Laura Lebrel prefiere guiarse «por su olfato e intuición» haciendo de la detective «un personaje entrañable y cercano». El personaje principal tiene características de Colombo, de Jessica Fletcher ―«por la explicación final»―, de Brenda Johnson de The Closer y de Lynette de Mujeres desesperadas.

## Libros de la serie

### Laura y el misterio de la Isla de las Gaviotas
El 23 de enero de 2014 se publicó el primer y único libro hasta el momento de la serie llamado "Laura y el misterio de la Isla de las Gaviotas", escrito por los creadores y guionistas de la serie Javier Holgado y Carlos Vila. Publicado por la editorial Plaza & Janés.

#### Sinopsis
Tras una boda desastrosa, la joven Laura Lebrel se prepara para la luna de miel. Pero cuando su madre le confiesa que se ha equivocado con la reserva del viaje, no le queda más remedio que aceptar la propuesta de su marido, Jacobo, y pasar unos días en un acogedor balneario recién inaugurado en una pequeña isla del Cantábrico.
Cuando los primeros huéspedes llegan al hotel, una violenta tormenta los deja incomunicados. Ninguno de ellos sabe que el objetivo de la directora va más allá de rehacer una vida marcada por la tragedia en este lugar aislado; también pretende averiguar el motivo por el que esa misteriosa isla aparece en sus pesadillas. una y otra vez, desde hace años. Todas las visiones giran en torno a una mujer, un faro y un crimen del pasado... O tal vez de un futuro inmediato. 
Laura y Jacobo jamás olvidarán su viaje de novios, aunque por motivos muy diferentes de los que ellos imaginan. Porque el hotel esconde un horrible secreto del pasado. Porque ninguno de los huéspedes ha llegado allí por casualidad. Porque nada en la Isla de las Gaviotas es lo que parece. 

## Recepción
El ABC, en un artículo publicado el 26 de abril de 2011, habla de ella diciendo que a veces de TVE salen «cositas interesantes».
En su segunda temporada no pudo en su estreno contra la serie de Antena 3 El barco, pero en cambio, sí con CSI emitida en Telecinco.
Continúa diciendo que la inspectora Laura Lebrel es «muy resultona», y que una vez visto el primer episodio, el estreno de la segunda temporada supera «el amaneramiento inicial». Para Rosa Belmonte, autora del artículo, Los misterios de Laura «tiene un componente teatrero», de «aventura detectivesca» junto con una «música incidental que tiran para atrás».
Afirma también que la serie «engancha» y que su mayor logro es el personaje principal y su actriz, María Pujalte, «la nueva Laly Soldevila».
En el primer episodio de la segunda temporada se logró batir todas las audiencias de la primera temporada con un total de 2 817 000 espectadores haciendo del primer episodio «El misterio del hombre que calló para siempre» el más seguido hasta ese momento, aun así la cuota de pantalla no pasó del 14%. Durante su segunda temporada, la serie consiguió subir su audiencia semana a semana, siendo líder en su franja horaria, y llegando al 20,8% de cuota de pantalla, muy por encima de las ofertas de otras cadenas. Lo que resultó en un acuerdo para la renovación de la serie para una tercera temporada.
Antes del estreno de la tercera temporada, La 1 repuso las dos primeras temporadas de la serie desde el lunes 4 de marzo de 2013, emitiendo un capítulo todas las tardes de lunes a viernes a las 16:30, sustituyendo así a las reposiciones de la serie Herederos. La reposición de los 19 capítulos en la sobremesa obtuvo una audiencia media del 7-8% con unos 940.000 espectadores. El último capítulo, emitido el jueves 28 de marzo de 2013, congregó a 985.000 espectadores con una cuota del 8,1%. Su hueco fue ocupado por las reposiciones de la serie Desaparecida.

### Primera temporada (2009)
La serie cerró su primera temporada el 31 de agosto de 2009 con una media de 2 200 000 espectadores y un 16% de cuota de pantalla, lo que permitió su renovación para una segunda temporada de 13 episodios cuya grabación empezó en junio y se prolongó hasta diciembre.

### Segunda temporada (2011)
La serie volvió para una segunda temporada de trece episodios. Durante los meses de marzo-abril se comenzó a emitir la promo de la segunda temporada, que se estrenó el 25 de abril de 2011.
En este caso ni Eva Santolaria ni Elena Irureta se incluyen en el reparto oficial al que se une Beatriz Carvajal como la madre de Laura y con la que tendrá que lidiar. También se incorpora Cristina Peña, quien ya coincidiría con Pujalte en la serie 7 vidas, como «la hermana perfecta» de Laura. La trama de la serie siguen siendo principalmente los casos que tiene que investigar la inspectora Lebrel aunque también hay nuevas tramas, como la relación de Jacobo con Laura y las de sus compañeros de trabajo.
En la página oficial de la serie de TVE se informa que se continúa con la presencia de rostros conocidos como actores invitados en capítulo: Fernando Cayo, Víctor Clavijo, Belén López, Pedro Casablanc, Carmen Ruiz, Marta Hazas, Jordi Dauder, Adolfo Fernández, Petra Martínez o Miguel Rellán, entre otros.
En la segunda temporada se reducen las relaciones entre Laura Lebrel con el resto del reparto para conseguir así una serie más centrada «en el caso», se consigue de esta manera aumentar así también «el número de exteriores en un porcentaje realmente importante».
Específicamente, de un total de 123 días de rodaje, el 67% del tiempo se ha desarrollado en exteriores, en localizaciones de Madrid, Guadalajara y Toledo, entre otras.
Sumado a lo anterior, Laura deberá enfrentarse, por un lado, a la presencia de su madre (Beatriz Carvajal), definida por la artista como «lista y meticona», y por otro lado a la lucha por la custodia de sus hijos, requerida por Jacobo (Fernando Guillén Cuervo).

### Tercera temporada (2014)
La segunda temporada de la serie terminó en 2011 y tras la finalización del rodaje de su tercera entrega, TVE se encontraba en un difícil período económico. Finalmente la cadena estrenó la serie el 14 de enero de 2014. Como novedad, los nuevos capítulos que regresaron a TVE el 14 de enero de 2014, cuentan de nuevo con la participación del elenco de la segunda temporada más la incorporación de importantes actores capitulares de la talla de Mar Saura, Miguel Rellán, Alicia Borrachero, Asunción Balaguer, Juana Acosta, Pere Ponce, Fernando Andina, Elia Galera o Ana Labordeta entre otros. Además cuenta con la participación estelar de Lydia Bosch y Luisa Martín, que interpreta su personaje de Gran Reserva en un crossover con Los misterios de Laura.
En esta temporada se presentan 13 nuevos casos para la inspectora Lebrel, en los que según palabras de los guionistas, se ha podido trabajar más con los géneros, apareciendo historias como el caso de un hombre con vidas paralelas, o el misterioso asesinato de un hombre en un avión. Además hay historias de fantasmas, espionaje o thriller psicológico.

### Cancelación
TVE anunció que no se emitirían más temporadas de Los misterios de Laura (pese a que ya había unos cinco guiones escritos para una cuarta temporada). El motivo es el escaso presupuesto: los decorados están desarmados y habría que comenzar de cero, cosa que a ellos no les interesa ya que la mayoría de los actores principales están en el teatro.

### Laura y el misterio del asesino inesperado(2022)
El mayo de 2021, Televisión Española anuncia el regreso de la serie siete años después de su final. La serie vuelve con un episodio especial en forma de película televisiva. Este episodio especial, según los creadores, podría convertirse en la antesala de nuevas entregas, si todo va según lo previsto. El equipo pretende contar con el elenco protagonista con la intención de que todos estén presentes, aunque, por el momento, ningún actor ha sido confirmado. La serie regresa después de años de peticiones del público a través de las redes sociales, además del éxito cosechado en la plataforma Amazon Prime Video.
En agosto de ese mismo año se anuncia que la película tendrá el título de Laura y el misterio del asesino inesperado y que contaría de nuevo con María Pujalte, Laura Pamplona, Oriol Tarrasón, Beatriz Carvajal, entre otros.

### Laura y sus misterios(2023)
Bajo este nuevo título se programó el estreno de dos nuevas TV movies, Laura y el misterio de la novia que esperó demasiado y Laura y el misterio del paciente suspicaz, estrenadas el 13 y el 20 de diciembre de 2023, respectivamente.

## Recepción internacional
Los misterios de Laura se emite en varios países europeos como Andorra, Francia, Suiza, Bélgica, Luxemburgo, Malta, Serbia, Polonia, Grecia y Reino Unido. Además de llegar su emisión a zonas orientales como Rusia o la ciudad de Hong Kong. En América Latina ha llegado a países como Uruguay, Argentina, Costa Rica, Chile o Colombia.
Por otro lado la serie cuenta con una adaptación para el canal SBS en colaboración con la productora Bing en Holanda y una versión italiana de la mano de Mediaset para Canale 5. En Estados Unidos Warner se encarga de llevar a cabo la adaptación de la cadena NBC, que recibió el 8 de mayo de 2014 el visto bueno para transformarse en serie con el nombre de The Mysteries of Laura. En Rusia la empresa Starmedia es la encargada de adaptar la serie, tras el éxito en la emisión de la original.

## Premios y nominaciones
- Nominación a Mejor serie española nueva en los Premios CineyMás de TV 2008/09[18]
- Nominación a Mejor actriz española en los Premios CineyMás de TV 2008/09: María Pujalte[19]
- Nominación a Mejor actriz en los Premios Zapping 2009: María Pujalte[20]
- Nominación a Mejor serie en los Premios Zapping 2011[21]
- Premio como Mejor actriz de televisión en los Premios ACE (Nueva York) 2014: María Pujalte.[22]
- Premio como Mejor serie de ficción en los Premios ATR 2014[23]
- Nominación a Mejor actriz en los Premios Zapping 2014: María Pujalte[24]